# XIII століття (серія)
XIII Century (укр. XIII століття) — серія тактичних комп'ютерних відеоігор у реальному часі, розроблена українською студією Unicorn Studio й випущена у 2007 році.

## Ігри
1. XIII Century: Gold (укр. XIII століття: Золоте видання)
  1. XIII Century: Death or Glory (укр. XIII століття: Смерть або слава)
  2. XIII Century: Blood of Europe (укр. XIII століття: Кров Європи)

## Ігровий процес
Ігри схожі за інтерфейсом та ігровим процесом на ігри серії Total War, але відрізняються складнішим механізмом бою, в якому результати розраховуються для кожного окремого солдата в підрозділах, а механіки корпусів є реалістичнішими. Підрозділи мають різні рівні ШІ (так званий «Самоконтроль»), які дають їм можливість оцінювати різні ситуації на полі бою: підрозділ з низьким рівнем самоконтролю вимагає більшого управління з боку гравця.
У бою враховується понад 80 факторів, включаючи такі динамічні фактори, як рельєф місцевості та напрямок атаки, тому перемога залежить більше від правильного використання юнітів у конкретних умовах, ніж від їхньої відносної сили.
Однокористувацькі кампанії ігор являють собою серію тематичних битв. Також можливе проведення битв у режимі «Поле бою», в якому перемога присуджується на основі очок, які зараховуються як за вбивство ворогів, так і за захоплення важливих локацій. Починаючи з версії 2.2.1, доступний генератор мап, який дозволяє створювати випадкові мапи відповідно до вибраних параметрів.